# Lamprosema silvosalis
Lamprosema silvosalis is een vlinder uit de familie van de grasmotten (Crambidae), uit de onderfamilie van de Spilomelinae. De wetenschappelijke naam van deze soort is voor het eerst gepubliceerd in 1906 door Charles Swinhoe.
De soort komt voor in India (Meghalaya).